# Clodoswinthe (fille de Clotaire Ier)
Pour les articles homonymes, voir Clodoswinthe.
Clodoswinthe, aussi nommée Chlodesindis, Chlodosuinda, Chlotsinda ou Closinde, est une fille de Clotaire Ier, roi des Francs et de son épouse Ingonde. Par mariage, elle fut reine des Lombards.

## Biographie
Vers 558, elle épouse Alboïn, fils du roi Audouin. L'une des raisons de ce mariage est pour les Lombards de s'éloigner des Byzantins, leur allié traditionnel,.
À l'époque, les Lombards vivent encore en Pannonie,  mais cela n'empêche pas Clodoswinthe d'entretenir une correspondance avec Nicetius, évêque de Trèves. Elle donne naissance à une fille, Albsuinda (en).
Elle meurt vers 567, lors de la guerre entre les Lombards et les Gépides et Alboïn se remarie avec Rosemonde, fille du roi gépide vaincu.
De 568 à 572, Alboïn entreprend la conquête de l'Italie, que les Byzantins contrôlent mal, mais il est assassiné par Rosemonde en 572. Albsuinda est alors envoyée à Byzance.